# 库布朗
库布朗（法語：Coublanc，法語發音：[kublɑ̃]）是法国索恩-卢瓦尔省的一个市镇，属于沙罗勒区。

## 地理
库布朗（46°10'26"N, 4°16'23"E）面积8.76 平方千米，位于法国勃艮第-弗朗什-孔泰大區索恩-卢瓦尔省，该省份为法国中部省份，北起顺时针与科多尔省、汝拉省、安省、罗讷省、卢瓦尔省、阿列省和涅夫勒省接壤。
与库布朗接壤的市镇（或旧市镇、城区）包括：埃科什、迈济伊、马尔、圣伊尼德罗什、唐孔。

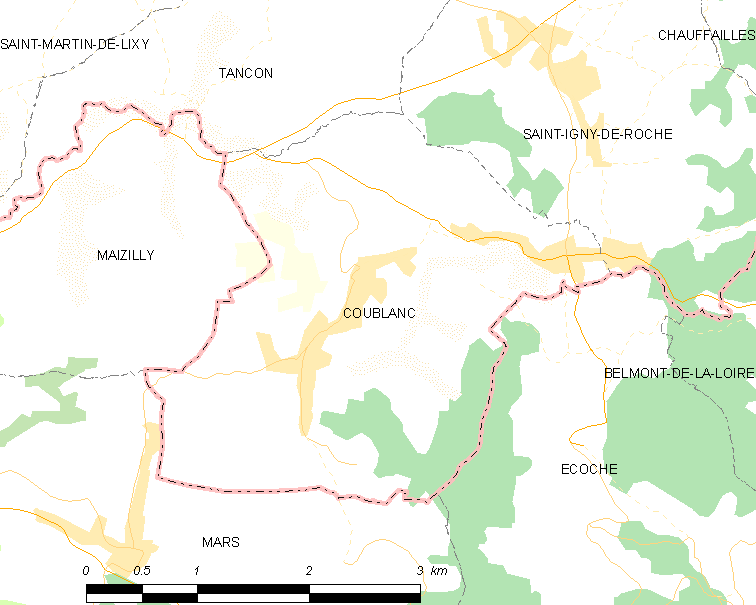
库布朗的OSM定位图

库布朗的时区为UTC+01:00、UTC+02:00（夏令时）。

## 行政
库布朗的邮政编码为71170，INSEE市镇编码为71148。

## 政治
库布朗所属的省级选区为绍法耶县。

## 人口

1962-2008年间库布朗人口变化图示

库布朗于2022年1月1日时的人口数量为839人。